# Ahmadjon Qurbonov
Ahmadjon Qurbonov, Achmiedżan Kurbanow (ros. Ахмеджан Курбанов, ur. 10 października 1921 w miejscowości Szerkurgan obecnie w obwodzie samarkandzkim, zm. 6 lutego 1945 w powiecie grudziądzkim) – radziecki wojskowy, major, uhonorowany pośmiertnie tytułem Bohatera Związku Radzieckiego (1945).

## Życiorys
Urodził się w uzbeckiej rodzinie chłopskiej. Uczył się w szkole pedagogicznej, później pracował jako nauczyciel, w 1938 przeniósł się do Jarosławia w celu podjęcia pracy w fabryce opon. W październiku 1940 został powołany do Armii Czerwonej i skierowany do szkoły piechoty w Tambowie, którą ukończył jesienią 1941, po czym skierowano go na kursy „Wystrieł”. Od 1942 należał do WKP(b), na początku 1943 jako dowódca batalionu piechoty 128 gwardyjskiego pułku piechoty 44 Gwardyjskiej Dywizji Piechoty został skierowany na front wojny z Niemcami, w lutym został ranny, po wyleczeniu wrócił na front. Wyróżniał się odwagą, bohaterstwem, umiejętnościami wojskowym i talentem dowódczym. W 1944 walcząc w składzie 44 Gwardyjskiej Dywizji Piechoty 65 Armii 1 Frontu Białoruskiego jako dowódca batalionu w stopniu majora brał udział w walkach nad Narwią na północ od Serocka, doprowadzając do uchwycenia przyczółka nad Narwią przy minimalnych stratach własnych, później na czele batalionu zaatakował okopy Niemców i odparł ich kontrataki, zadając im duże straty. Za umiejętne dowodzenie batalionem przy przełamywaniu niemieckiej obrony został przedstawiony do odznaczenia tytułem Bohatera Związku Radzieckiego. Zginął w walce w powiecie grudziądzkim. Został pochowany w zbiorowej mogile we wsi Szynych. Jego imieniem nazwano ulicę i stację kolejową w mieście Jomboy.

## Odznaczenia
- Złota Gwiazda Bohatera Związku Radzieckiego (pośmiertnie, 24 marca 1945)
- Order Lenina
- Order Czerwonego Sztandaru
- Order Suworowa III klasy
- Order Kutuzowa III klasy
- Order Wojny Ojczyźnianej I klasy
- Order Czerwonej Gwiazdy

I medale.